# 榆溪州
榆溪州，唐朝时设置的羁縻州。
贞观二十一年（647年），以铁勒契苾部置，约在今蒙古国土拉河以南，属燕然都护府。永淳、垂拱时突厥、铁勒相继叛唐后废，复建于河套内地。属安北都护府。 